# Amerykańscy bogowie (serial telewizyjny)
Amerykańscy bogowie (ang. American Gods) – amerykański serial telewizyjny emitowany przez telewizję Starz od 30 kwietnia 2017 roku. Akcja oparta jest na fabule powieści pod tym samym tytułem Neila Gaimana, który jest też jednym z producentów wykonawczych serialu. Pierwszy pokaz serialu miał miejsce 11 marca 2017 r. w czasie festiwalu South by Southwest w Austin w Teksasie. Premiera drugiej serii American Gods odbyła się 10 marca 2019 r. Stacja Starz zapowiedziała też trzeci sezon serialu.
W Polsce serial był emitowany na Amazon Prime Video Polska, a następne na kanale AXN Black.

## Fabuła
Głównym bohaterem jest Cień – mężczyzna skazany na sześć lat więzienia (wychodzi warunkowo po 3 latach) po obrabowaniu kasyna. Dzień przed wyjściem na wolność dowiaduje się, że jego ukochana żona zginęła w wypadku samochodowym. W samolocie, lecąc na pogrzeb Laury, Cień poznaje tajemniczego pana Wednesdaya. Losy obu mężczyzn splatają się: Cień odkrywa, że Wednesday jest inkarnacją Odyna (boga panteonu nordyckiego), a ludzką postać przybrały także bóstwa innych kultur i religii. Bohater zostaje wciągnięty w konflikt między starymi a nowymi bogami (reprezentującymi w szczególności pieniądze, technologie i media).
Zgodnie z deklaracjami Neila Gaimana pierwsza seria serialu (8 odcinków) ma obejmować jedną trzecią fabuły powieści.

## Bohaterowie
- Ricky Whittle jako Cień,
- Emily Browning jako Laura Moon, żona Cienia,
- Dane Cook jako Robbie, przyjaciel Cienia[5],
- Betty Gilpin jako Audrey, żona Robbie'ego[6],
- Omid Abtahi jako Salim[7].

### Starzy bogowie
| Aktor              | Rola               |
| ------------------ | ------------------ |
| Ian McShane        | pan Wednesday      |
| Pablo Schreiber    | Szalony Sweeney    |
| Yetide Badaki      | Bilquis            |
| Jonathan Tucker    | Lokaj Lyesmith     |
| Cloris Leachman    | Zoria Wieczernaja  |
| Erika Karkuszewska | Zoria Połunocznaja |
| Martha Kelly       | Zoria Utriennaja   |
| Peter Stormare     | Czernobog          |
| Chris Obi          | pan Jaquel         |
| Orlando Jones      | pan Nancy          |
| Demore Barnes      | pan Ibis           |
| Mousa Kraish       | dżin               |
| Kristin Chenoweth  | Wielkanoc          |
| Corbin Bernsen     | Wulkan             |
| Jeremy Davies      | Jezus              |

### Nowi bogowie
- Bruce Langley jako techno chłopiec,
- Crispin Glover jako pan World,
- Gillian Anderson jako Media[15].

W epizodach wystąpili m.in.: Blythe Danner, Graham Greene, Danny Trejo, Fionnula Flanagan oraz muzycy Marilyn Manson i Wale.

## Odcinki

### Sezon 1 (2017)
| Nr | # | Tytuł                    | Reżyseria       | Scenariusz                                      | Premiera Starz   | Premiera Amazon Prime Video Polska |
| -- | - | ------------------------ | --------------- | ----------------------------------------------- | ---------------- | ---------------------------------- |
| 1  | 1 | The Bone Orchard         | David Slade     | Bryan Fuller, Michael Green                     | 30 kwietnia 2017 | 30 kwietnia 2017                   |
| 2  | 2 | The Secret of Spoons     | David Slade     | Michael Green, Bryan Fuller                     | 7 maja 2017      | 7 maja 2017                        |
| 3  | 3 | Head Full of Snow        | David Slade     | Bryan Fuller, Michael Green                     | 14 maja 2017     | 14 maja 2017                       |
| 4  | 4 | Git Gone                 | Craig Zobel     | Bryan Fuller, Michael Green                     | 21 maja 2017     | 22 maja 2017                       |
| 5  | 5 | Lemon Scented You        | Vincenzo Natali | David Graziano                                  | 28 maja 2017     | 29 maja 2017                       |
| 6  | 6 | A Murder of Gods         | Adam Kane       | Seamus Kevin Fahey, Michael Green, Bryan Fuller | 4 czerwca 2017   | 4 czerwca 2017                     |
| 7  | 7 | A Prayer for Mad Sweeney | Adam Kane       | Maria Melnik                                    | 11 czerwca 2017  | 12 czerwca 2017                    |
| 8  | 8 | Come to Jesus            | Craig Zobel     | Bekah Brunstetter, Michael Green, Bryan Fuller  | 18 czerwca 2017  | 19 czerwca 2017                    |

### Sezon 2 (2019)
| Nr | # | Tytuł                        | Reżyseria                  | Scenariusz                            | Premiera Amazon Prime Video Polska |
| -- | - | ---------------------------- | -------------------------- | ------------------------------------- | ---------------------------------- |
| 9  | 1 | House on the Rock            | Christopher J. Byrne       | Jesse Alexander, Neil Gaiman          | 10 marca 2019                      |
| 10 | 2 | The Beguiling Man            | Frederick E.O. Toye        | Tyler Dinucci, Andres Fischer-Centeno | 17 marca 2019                      |
| 11 | 3 | Muninn                       | Deborah Chow               | Heather Bellson                       | 24 marca 2019                      |
| 12 | 4 | The Greatest Story Ever Told | Stacie Passon              | Peter Calloway, Aditi Brennan Kapil   | 31 marca 2019                      |
| 13 | 5 | The Ways of the Dead         | Salli Richardson-Whitfield | Rodney Barnes                         | 7 kwietnia 2019                    |
| 14 | 6 | Donar the Great              | Rachel Talalay             | Adria Lang                            | 14 kwietnia 2019                   |
| 15 | 7 | Treasure of the Sun          | Paco Cabezas               | Heather Bellson                       | 21 kwietnia 2019                   |
| 16 | 8 | Moon Shadow                  | Christopher J. Byrne       | Aditi Brennan Kapil                   | 28 kwietnia 2019                   |